# NGC 1087
NGC 1087 (również PGC 10496 lub UGC 2245) – galaktyka spiralna z poprzeczką (SBc), znajdująca się w gwiazdozbiorze Wieloryba. Odkrył ją William Herschel 9 października 1785 roku.
W galaktyce tej zaobserwowano supernową SN 1995V.